# قائمة رؤساء الجزائر
رئيس الجزائر هو رئيس الجمهورية الجزائرية الديمقراطية الشعبية، هو رأس الدولة المنتخب من طرف الشعب. وفقًا لدستور الجزائري، فإن رئيس الجمهورية هو القائد الأعلى للقوات المسلحة، ورئيس السلطة التنفيذية. وهو قائد البلاد.
يعتبر «رئيس الجمهورية» رئيس السلطة التنفيذية بموجب الدساتير الصادرة إلى حد الآن، ذلك أن النظام السياسي الجزائري كان نظاما دستوريا مغلقا في ظل دستور 1963 ودستور 1976 و«نظاما شبه رئاسي» في ظل دستور 1989 ودستور 1996، وعليه فرئيس الجمهورية في نطاق وظائفه واختصاصاته الإدارية يعد الرئيس الإداري الأعلى في بناء وهيكل النظام الإداري الجزائري إذ يملك حق وسلطة إصدار القرارات الإدارية الباتة والنهائية باسم الدولة الجزائرية ولحسابها تكون نافذة على مستوى كل الإقليم الجزائري.
تسرد هذه الصفحة رؤساء دول الجزائر بترتيب زمني منذ تشكيل الحكومة المؤقتة للجمهورية الجزائرية (GPRA) في عام 1958 ، أثناء حرب الاستقلال في البلاد، حتى الرئيس الحالي للجمهورية الجزائرية الديمقراطية الشعبية.
فرحات عباس أول رئيس للحكومة المؤقتة للجمهورية الجزائرية (GPRA) من 1958 إلى 1961 ، تم انتخابه في عام 1962 ، رئيسًا للجمعية الوطنية التأسيسية.
أصبح أحمد بن بلة رئيسًا للجمهورية من عام 1963 إلى عام 1965. وهو أول رئيس للجمهورية الجزائرية الديمقراطية الشعبية. كان هواري بومدين رئيسًا لمجلس الثورة من عام 1965 إلى عام 1976. خلال فترة ولايته الثانية بين عامي 1976 و1978 ، أصبح الرئيس الثاني للجمهورية الجزائرية الديمقراطية والشعبية.
المجلس الأعلى للدولة، هي الهيئة المسؤولة مؤقتًا عن إدارة الدولة، هي رئاسة جماعية انتقالية. أنشئت لأول مرة في 14 يناير 1992 بعد استقالة الشاذلي بن جديد، الرئيس من 1979 إلى 1992 ، تم حلها وحل محلها ليامين زروال في 30 يناير 1994.
منذ 9 أبريل 2019 ، بعد استقالة عبد العزيز بوتفليقة، كان عبد القادر بن صالح رئيسًا للدولة بالنيابة.

## الحكومة الجزائرية المؤقتةمن 1958 إلى 1962
| ترتيب | اسم الرئيس     | بداية العهدة   | نهاية العهدة   | حزب انتماء          | ملاحظات                      |
| ----- | -------------- | -------------- | -------------- | ------------------- | ---------------------------- |
| 1     | فرحات عباس     | 19 سبتمبر 1958 | 19 سبتمبر 1960 | جبهة التحرير الوطني | رئيس الحكومة المؤقتة الأولى  |
| 2     | فرحات عباس     | جانفي 1960     | 27 أوت 1961    | جبهة التحرير الوطني | رئيس الحكومة المؤقتة الثانية |
| 3     | بن يوسف بن خدة | 27 أوت 1961    | 03 جويلية 1962 | جبهة التحرير الوطني | رئيس الحكومة المؤقتة الثالثة |

## الجزائر المستقلة من3 جويلية1962حتى25 سبتمبر1962
| ترتيب | اسم الرئيس      | بداية العهدة   | نهاية العهدة   | الحزب السياسي       | ملاحظة                         |
| ----- | --------------- | -------------- | -------------- | ------------------- | ------------------------------ |
| 1     | عبد الرحمن فارس | 3 جويلية 1962  | 25 سبتمبر 1962 | جبهة التحرير الوطني | رئيس التنفيذية المؤقتة للجزائر |
| 2     | فرحات عباس      | 20 سبتمبر 1962 | 25 سبتمبر 1962 | جبهة التحرير الوطني | رئيس المجلس الوطني التشريعي    |

## الجزائر المستقلة من25 سبتمبر1962حتى الآن
الوضع
- يدل على رئيس مؤقت بالنيابة

- يدل على مرحلة إستثنائية

| ترتيب | صورة           | اسم الرئيس           | تاريخ الميلاد  | تاريخ الوفاة   | بـداية ونهاية العهدة | بـداية ونهاية العهدة | الحزب السياسي | ملاحظات                                                                                                   |
| ----- | -------------- | -------------------- | -------------- | -------------- | -------------------- | -------------------- | --- | --- |
| -     |                | فرحات عباس           | 24 أوت 1899    | 24 ديسمبر 1985 | 25 سبتمبر 1962       | 15 سبتمبر 1963       | ج.ت.و | رئيس التجمع الوطني التشريعي                                                                               |
| 1     |                | أحمد بن بلة          | 25 ديسمبر 1916 | 11 أبريل 2012  | 15 سبتمبر 1963       | 19 جوان 1965         | ج.ت.و | - أول رئيس للجمهورية - (السن عند تولي المنصب: 47 سنةً) - تنتهي الرئاسة بانقلاب عسكري                       |
| 2     |                | هواري بومدين         | 23 أغسطس 1932  | 27 ديسمبر 1978 | 19 جوان 1965         | 10 ديسمبر 1976       | عسكري | - رئيس مجلس الثورة - (السن عند تولي المنصب: 33 سنةً)                                                       |
| 2     | 10 ديسمبر 1976 | هواري بومدين         | 23 أغسطس 1932  | 27 ديسمبر 1978 | 27 ديسمبر 1978       | عسكري / ج.ت.و        | - ثاني رئيس للجمهورية - (السن عند تولي المنصب: 44 سنةً)                                                             | |
| -     |                | رابح بيطاط           | 19 ديسمبر 1925 | 10 أبريل 2000  | 27 ديسمبر 1978       | 9 فيفري 1979         | ج.ت.و | - رئيس مؤقت - (السن عند تولي المنصب: 53 سنةً)                                                              |
| 3     |                | الشاذلي بن جديد      | 14 أبريل 1929  | 6 أكتوبر 2012  | 9 فيفري 1979         | 7 فيفري 1984         | ج.ت.و | - ثالث رئيس للجمهورية - (السن عند تولي المنصب: 50 سنةً)                                                    |
| 3     | 7 فيفري 1984   | الشاذلي بن جديد      | 14 أبريل 1929  | 6 أكتوبر 2012  | 22 ديسمبر 1988       | ج.ت.و                | - أعيد انتخابه - (السن عند تولي المنصب: 55 سنةً)                                                                    | |
| 3     | 22 ديسمبر 1988 | الشاذلي بن جديد      | 14 أبريل 1929  | 6 أكتوبر 2012  | 11 جانفي 1992        | ج.ت.و                | - أعيد انتخابه - (السن عند تولي المنصب: 59 سنةً) - تنتهي الرئاسة بالاستقالة                                         | |
| -     |                | عبد المالك بن حبيلس  | 27 أبريل 1921  | 28 ديسمبر 2018 | 11 جانفي 1992        | 14 جانفي 1992        | ج.ت.و | - رئيس مؤقت - (السن عند تولي المنصب: 71 سنةً)                                                              |
|       |                | المجلس الأعلى للدولة |                |                | 14 جانفي 1992        | 16 جانفي 1992        | | مرحلة إستثائية                                                                                            |
| 4     |                | محمد بوضياف          | 23 يونيو 1919  | 29 يونيو 1992  | 16 جانفي 1992        | 29 جوان 1992         | غير متحزب | - رئيس للمجلس الأعلى للدولة (رابع رئيس للدولة) - (السن عند تولي المنصب: 73 سنةً) - تنتهي الرئاسة بالاغتيال |
|       |                | المجلس الأعلى للدولة |                |                | 29 جوان 1992         | 2 جويلية 1992        | | مرحلة إستثائية                                                                                            |
| 5     |                | علي كافي             | 7 أكتوبر 1928  | 16 أبريل 2013  | 2 جويلية 1992        | 30 جانفي 1994        | غير متحزب | - رئيس للمجلس الأعلى للدولة (خامس رئيس للدولة) - (السن عند تولي المنصب: 64 سنةً)                           |
| 6     |                | اليامين زروال        | 3 يوليو 1941   | على قيد الحياة | 30 جانفي 1994        | 16 نوفمبر 1995       | عسكري | - رئيس للدولة - (السن عند تولي المنصب: 53 سنةً)                                                            |
| 6     | 16 نوفمبر 1995 | اليامين زروال        | 3 يوليو 1941   | على قيد الحياة | 27 أبريل 1999        | غير متحزب/ت.و.د      | - أنتخب رابع رئيس للجمهورية بنسبة 61% - (السن عند تولي المنصب: 54 سنةً)                                             | |
| 7     |                | عبد العزيز بوتفليقة  | 2 مارس 1937    | 17 سبتمبر 2021 | 27 أبريل 1999        | 8 أبريل 2004         | غير متحزب | - أنتخب خامس رئيس للجمهورية بنسبة 73.79% - (السن عند تولي المنصب: 62 سنةً)                                 |
| 7     | 8 أبريل 2004   | عبد العزيز بوتفليقة  | 2 مارس 1937    | 17 سبتمبر 2021 | 9 أبريل 2009         | غير متحزب/ج.ت.و      | - فاز بنسبة 83.49% لعهده الثاني - (السن عند تولي المنصب: 67 سنةً)                                                   | |
| 7     | 9 أبريل 2009   | عبد العزيز بوتفليقة  | 2 مارس 1937    | 17 سبتمبر 2021 | 17 أبريل 2014        | مرشح حر              | - فاز بـ90.24% لعهده الثالث بعد تعديل الدستور وفتح العهدات إلى ما لانهاية. - (السن عند تولي المنصب: 72 سنةً)        | |
| 7     | 17 أبريل 2014  | عبد العزيز بوتفليقة  | 2 مارس 1937    | 17 سبتمبر 2021 | 02 أبريل 2019        | مرشح حر              | - فاز بـ 81.5 % لعهده الرابع. - (السن عند تولي المنصب: 77 سنةً) - انتهاء العهدة بالاستقالة بسبب حراك 22 فيفري 2019. | |
| ----  |                | عبد القادر بن صالح   | 1941           | 22 سبتمبر 2021 | 2 أبريل 2019         | 19 ديسمبر 2019       | التجمع الوطني الديمقراطي                                                                                           | - رئيس الدولة - رئيس مؤقت - (السن عند تولي المنصب: 78 سنةً)                                                |
| 8     |                | عبد المجيد تبون      | 17 نوفمبر 1945 | على قيد الحياة | 19 ديسمبر 2019       |                      | مرشح حر | - أنتخب سادس رئيس للجمهورية بنسبة 58.15%. - (السن عند تولي المنصب: 73 سنةً و7 أشهرٍ و26 يومًا)               |